# بذاءة

رسم لشخص غاضب يتلفظ بكلمات نابية

البذاءة هي استخدام الألفاظ النابية من كلمات أو عبارات التي تستخدم عادة للشتم أو السب أو التحقير، أو هي كلمات مستهجنة اجتماعياً دون أن لها استعمال كشتيمة، وتعدّ -عادة- مرفوضة في المجتمعات الحديثة المحافظة.

## الكلمات النابية في المجتمعات المختلفة
للعديد من الاختلافات في المجتمعات، اللغويات، والخلفيات التاريخية، أصبحت الكلمات النابية للغات المختلفة تضع وزناً على مواضيع مختلفة. بصورة مختصرة، هذه قائمة لدرج الاختلافات الرئيسية بين اللغات الشائعة:
- العربية: الكفر، الجنس، الأعضاء التناسلية، المثلية، التلفظ على أفراد العائلة كالأم والأخت، التشبيه بالحيوانات، الكره العنصري، السباب بالدين.
- الصينية: الجنس، المسبة لأفراد العائلة، اللعنات (مثل، في الكانتونية: «هوم غاه تشان» تعني نصياً «عائلتك كلها سيتم القضاء عليها»)
- اللغات الدرافيدية (في سريلانكا وجنوب الهند): مساواة الناس بالحيوانات.
- الهولندية: الأعضاء التناسلية، الأمراض، اللعن الشخصي، والكفر، مزودة بالكلمات النابية الإنكليزية.
- الإنجليزية: الجنس، الإفرازات الجسدية، المثلية، الدين، الكره العنصري، الدعارة.
- الفرنسية: الجنس، الإفرازات الجسدية، الدين، الكره العنصري.
- الألمانية: مساواة الناس بالحيوانات (مثل، Schweinehund)، الجنس، الإفرازات الجسدية، والمصطلحات النازية.
- الإندونيسية: الجنس، الأعضاء التناسلية، الإفرازات، الحيوانات.
- الأيرلندية: الدين (اللعن والكفر)، بعض المصطلحات الجنسية والإفرازات الجسدية.
- الإيطالية: الكفر، بعض المصطلحات الجنسية، والسب الشخصي.
- اليابانية: الجنس، إهانة الذكاء، عدم مراعاة أنظمة الأدب.
- الكورية: الإجابة غير المؤدبة للناس، خاصة أفراد العائلة والسلطات، الحيوانات والمصطلحات الجنسية.
- العبرية الحديثة: كلمات من اليديشية لها معنى جنسي.
- النرويجية: أغلبها مصطلحات دينية/كفر في الجنوب، ولكن مصطلحات أكثر عن الجنس مع الحيوانات والأعضاء التناسلية كلما ذهبت شمالاً.
- البرتغالية: الجنس، المثلية، الدعارة.
- الروسية: الجنس، الإفرازات، الأمراض العقلية، مساواة الناس بالحيوانات، الكره العنصري.
- الإسبانية: الدين، المثلية، الإفرازات، الدعارة.
- السويدية: الجنس، الإفرازات، المثلية، الكفر.

## الكلمات النابية في العربية
1. كلمات نابية تستخدم الحيوانات كأداة
2. كلمات نابية تستخدم المواد الإخراجية كأداة
3. كلمات تستخدم الجنس كأداة
4. النسب: حالة خاصة من الشتم هو شتم نسب الشخص

## كتب عالمية معروفة تستخدم كلمات نابية
- عوليس (رواية) لجيمس جويس
- الحارس في حقل الشوفان لجيروم ديفيد سالينجر
- Glengarry Glen Ross by ديفيد ماميت
- ذهب مع الريح لمارغريت ميتشل.
- الخبز الحافي لمحمد شكري